# Listvjanka
Listvjanka (rus. Листвянка) je vesnice v Irkutské oblasti v Rusku, významné turistické centrum na břehu jezera Bajkal.

## Etymologie
Listvjanka získala svůj název díky modřínům (rusky listvjenica), které rostou na nedalekém Modřínovém mysu (Listvjeničnyj mys). Původně se obec jmenovala Listvjeničnoje (Лиственничное, česky přibližně Modřínová), ale místní obyvatelé jí neřekli jinak než Listvjanka (Листвянка, česky přibližně Modřínka), proto byl název na počátku 20. století oficiálně přizpůsoben mlvenému úzu.

## Poloha a doprava
Listvjanka se rozkládá na pravém břehu řeky Angary a zároveň na břehu jihozápadní části jezera Bajkal. Celkem je dlouhá asi 5 kilometrů.
V Listvjance ústí do Bajkalu několik potoků a říček, z nich největší je Krestovka.
Do Listvjanky se lze dostat celoročně autobusy a maršrutkami z Irkutsku (64 km, asi 1 hodina cesty), v letní sezóně jsou z tohoto města vypravovány do Listvjanky také lodě.

## Historie
Datum vzniku Listvjanky není přesně známo. Předpokládá se, že osada vznikla spontánně na začátku 18. století. Prvními obyvateli byli svobodní přistěhovalci, kozáci a lidé poslaní do vyhnanství.
Roku 1873 se Listvjanka zmiňuje jako obec v Irkutské gubernii.
Roku 1874 žilo v Listvjance okolo 200 obyvatel, na začátku 20. století 1500. Hlavním zdrojem místních obyvatel byl lov a rybolov.
Právě odtud se vypravovaly různé vědecké expedice na jezero, žili a pracovali zde mnozí významní výzkumníci Bajkalu.
Po dostavbě Irkutské přehradní nádrže v 50. letech 20. století stoupla hladina jezera i řeky, pobřežní části vesnice tak byly zatopeny.

## Klima
I když se Irkutsk nachází pouze 65 kilometrů od Listvjanky, klima je zde zcela odlišné. V Listvjance má mořský charakter, i když oficiálně je kontinentální. Ohromné vodní masy jezera Bajkal se v létě prohřívají do hloubky 200-250 metrů a naakumulují tak obrovské množství tepla. Proto je zima v Listvjance značně mírnější a léto chladnější než v Irkutsku, Ulan-Ude a jiných sibiřských městech. Stejně tak je zde chladnější jaro a teplejší podzim.

Nejméně srážek je v lednu až březnu, nejvíce v červenci a srpnu.

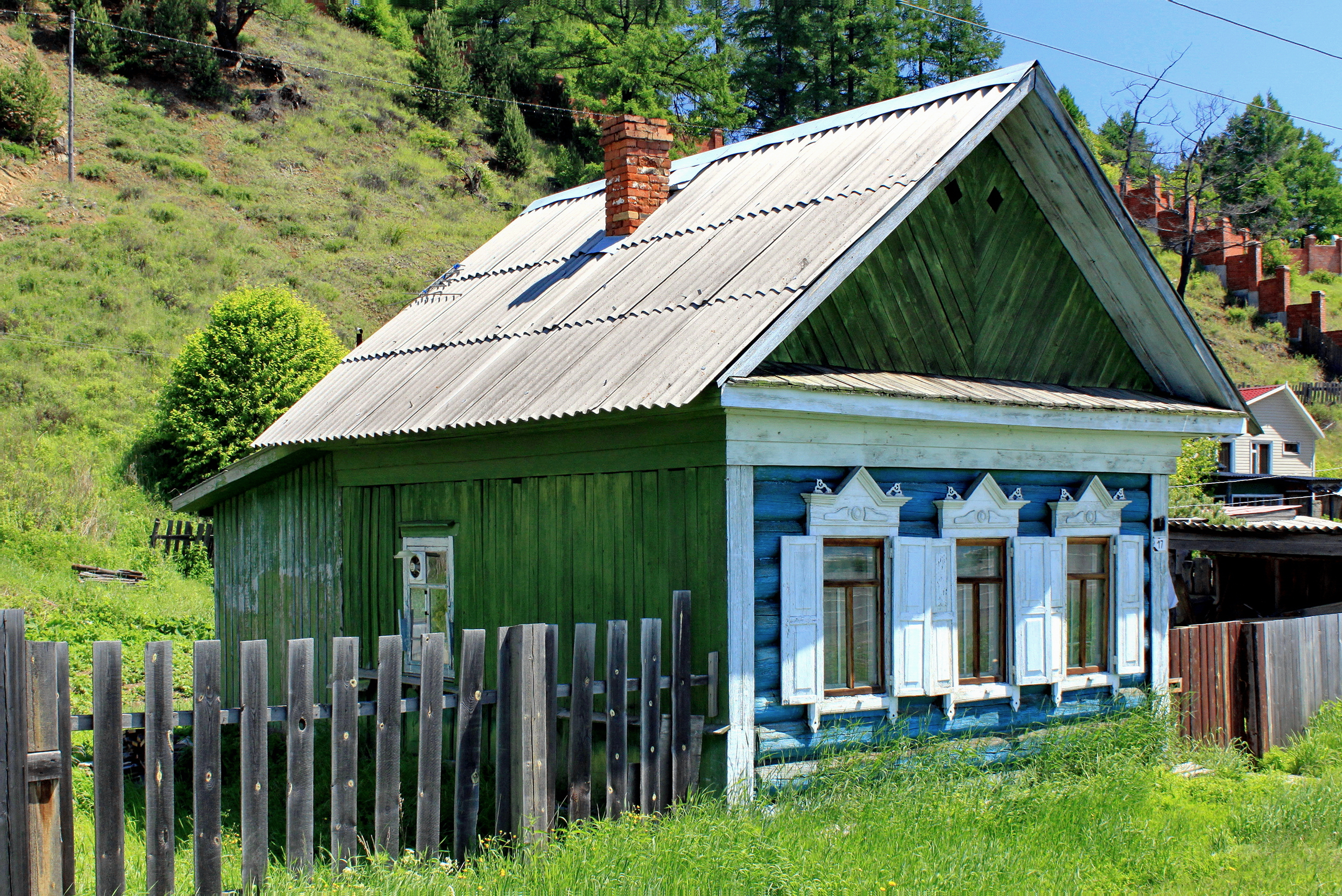
Tradiční architektura

## Ekonomika
Hlavním zdrojem obživy ve vesnici je dnes turismus. Nachází se zde velké množství ubytovacích kapacit, kaváren, restaurací stánků se suvenýry a omulem.
Listvanka je proslulá svojí malebnou přírodou, proto se sem sjíždějí turisté nejenom z celého Ruska, ale také z Číny, Mongolska, Koreje, Evropy i Ameriky.
Dříve zde byly v provozu loděnice, které vyrobily značnou část lodí dosud plujících po jezeře, ty jsou však dnes již uzavřeny.

## Turistické zajímavosti
- Bajkalské muzeum - zřizováno Ruskou akademií věd
- Něrpinárium - bazén, ve kterém předvádí cvičené tuleně bajkalské
- Chrám svatého Mikuláše
- Šaman-kámen - posvátný kámen u výtoku Angary z Bajkalu - viz související legenda
- Lyžařské středisko Eastland
- Vyhlídka Kámen Čerského
- Rybí trh
- Irkutské architektonicko-etnografické muzeum Talcy - nachází se asi 20 km od Listvjanky cestou do Irkutsku

## Galerie

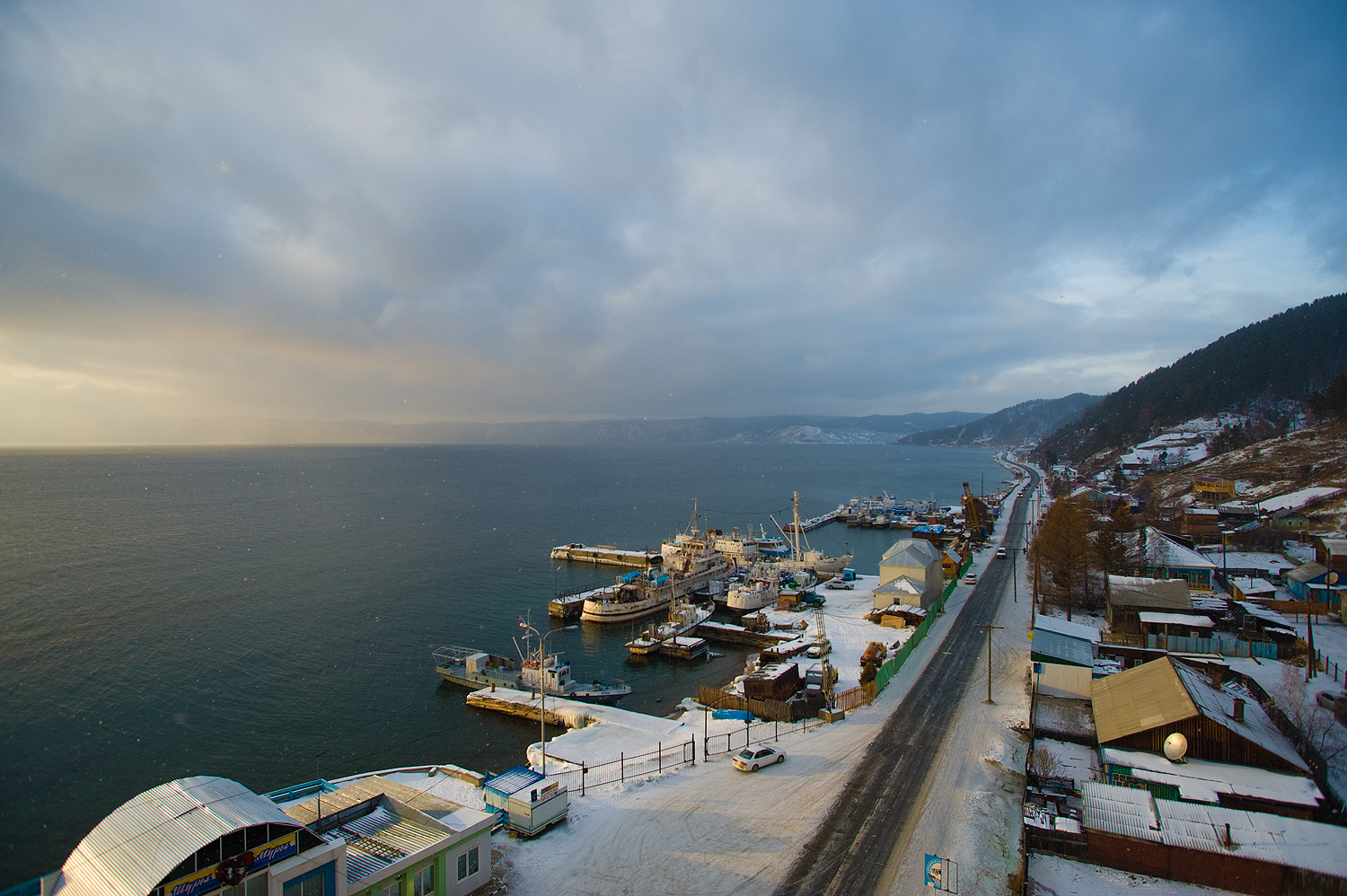
Listvjanka v prosinci
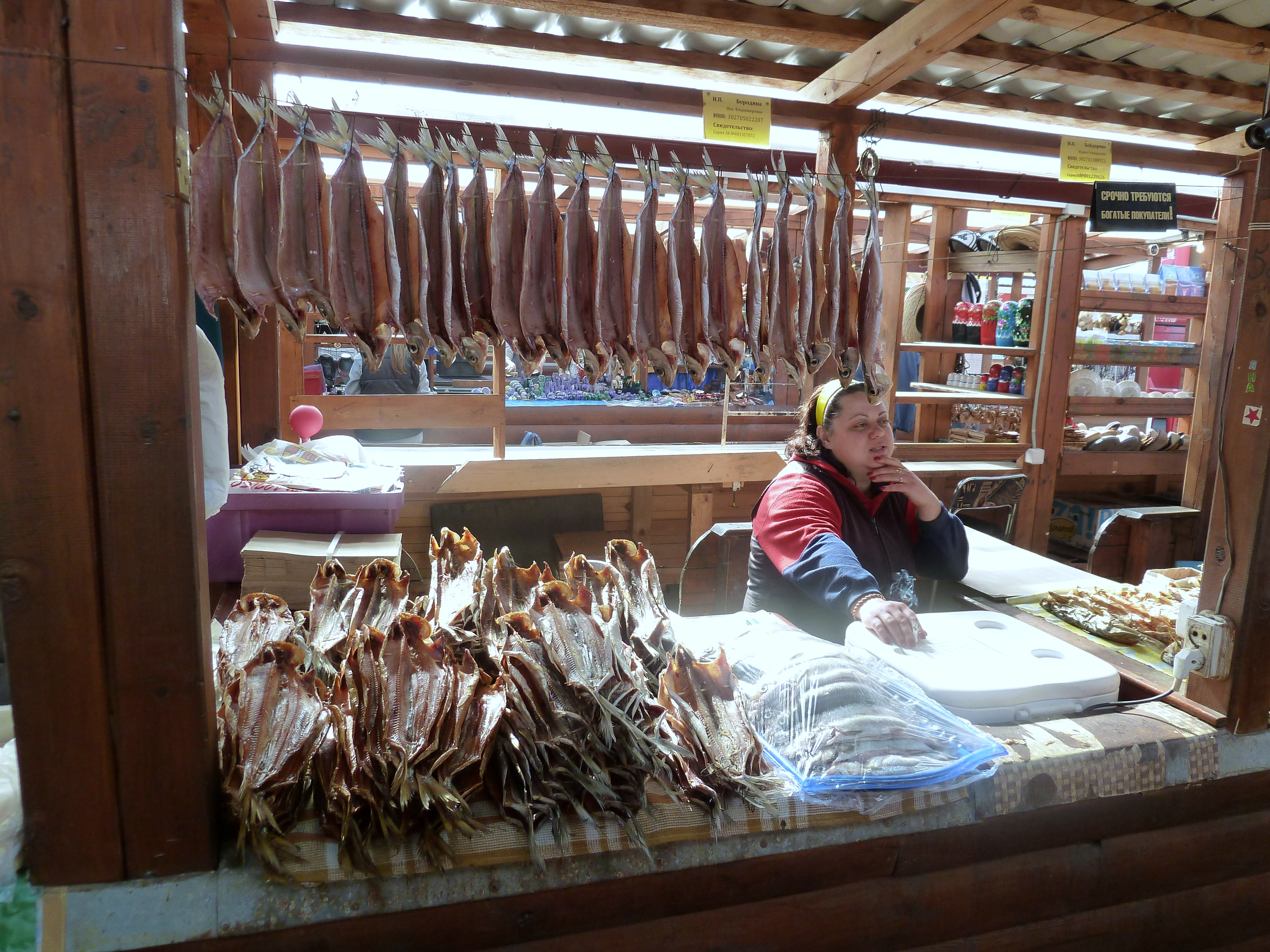
Rybí trh
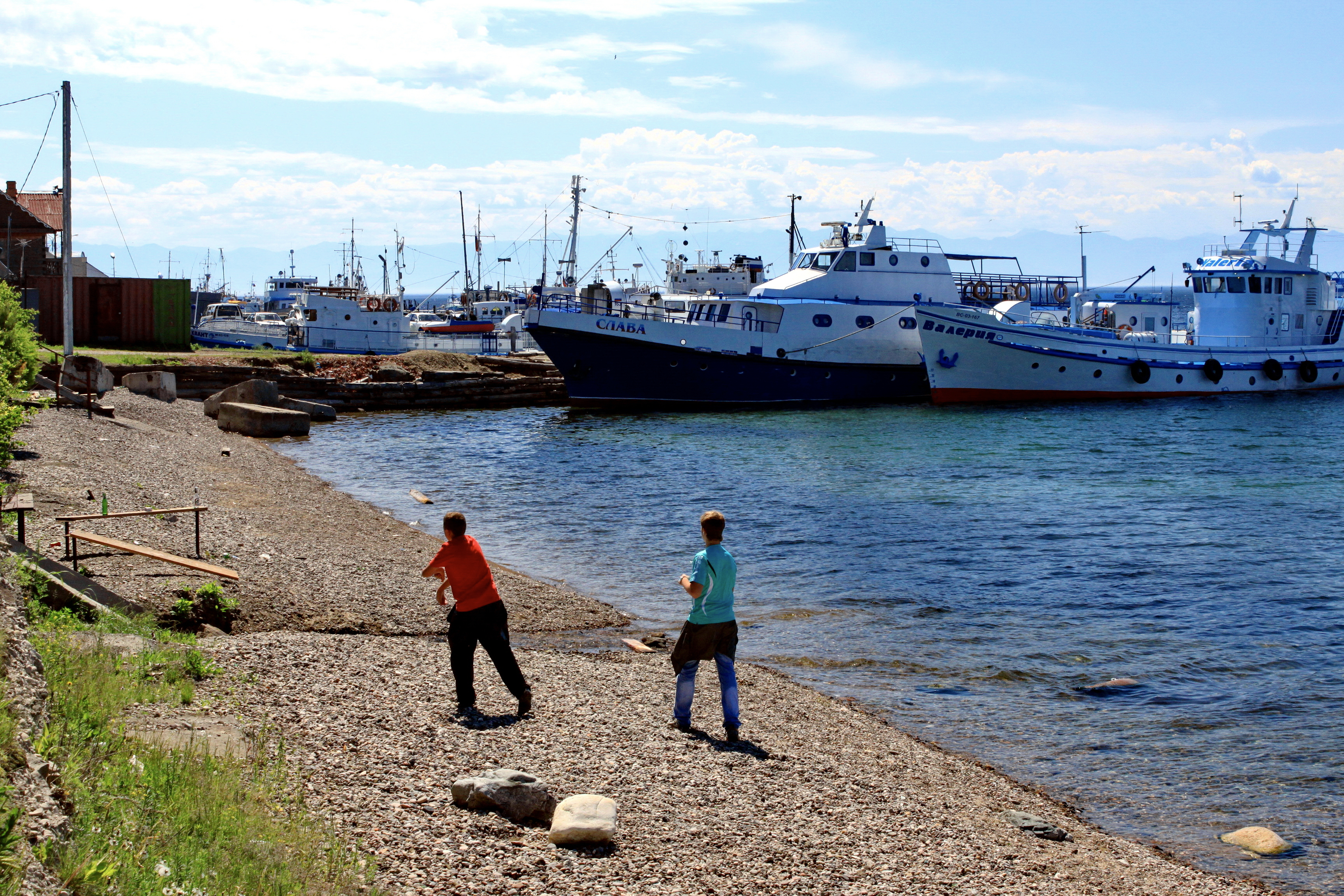
Přístav
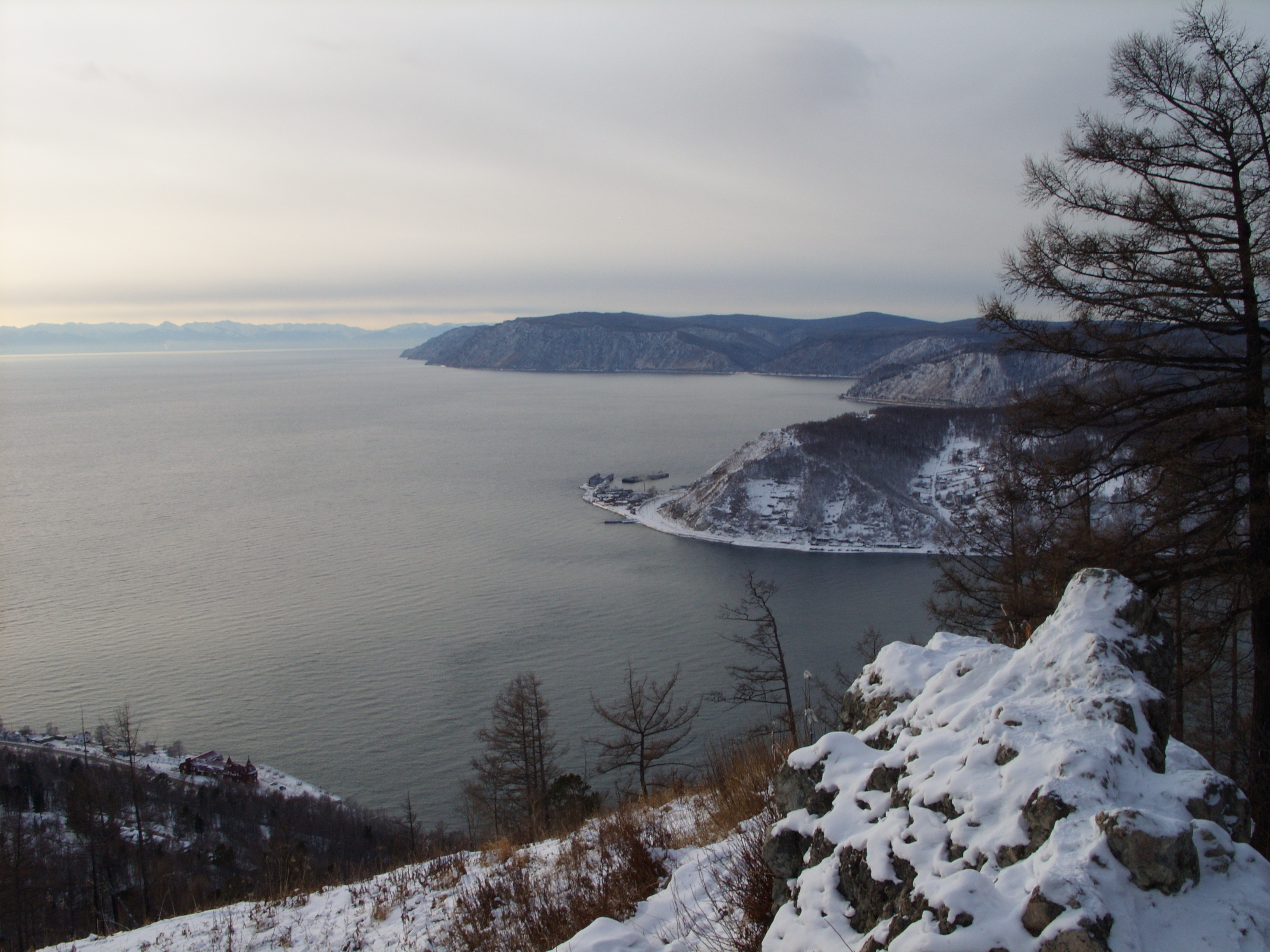
Výhled z Kamene Čerského na výtok Angary
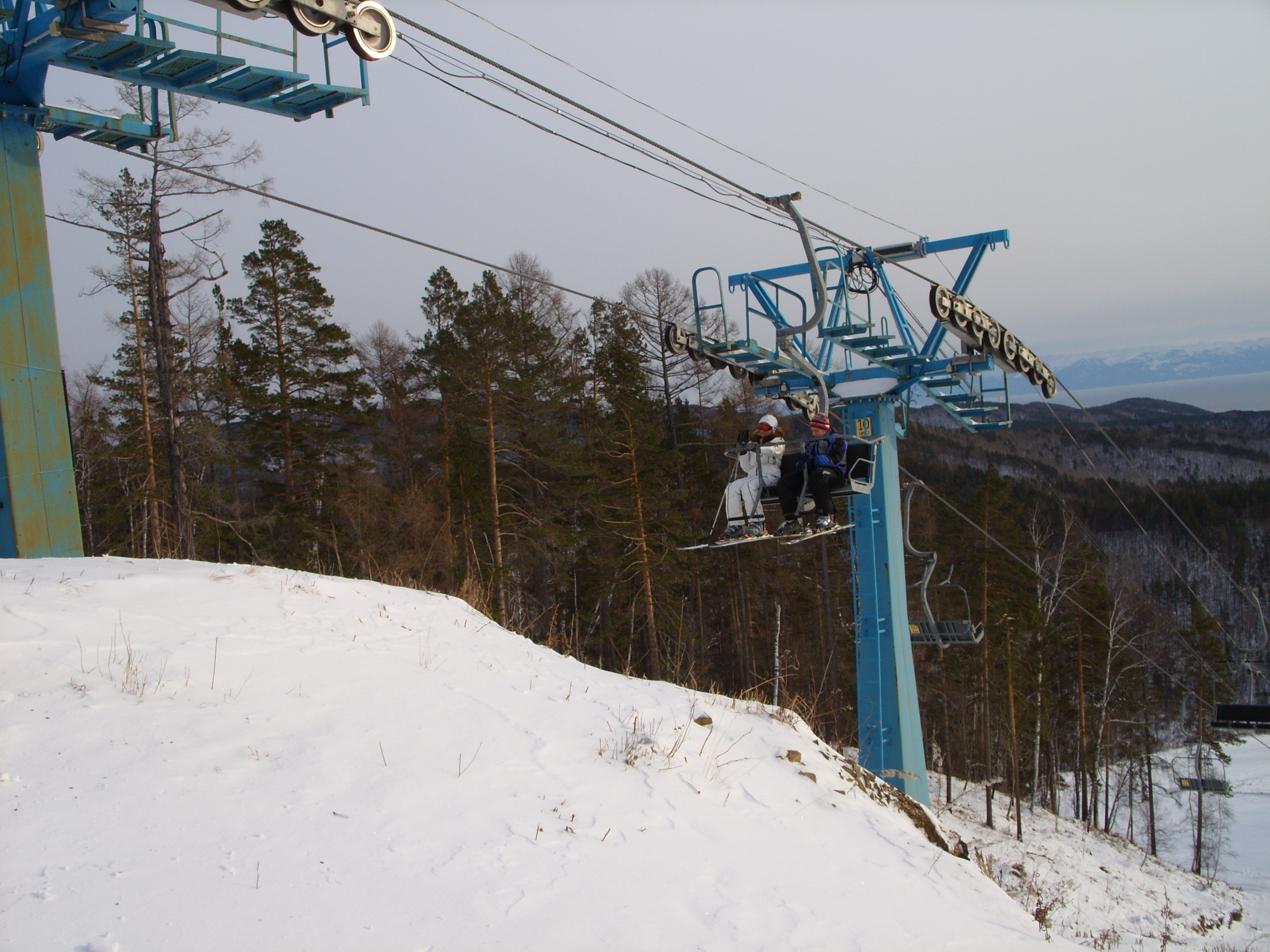
Lyžařské středisko Eastland
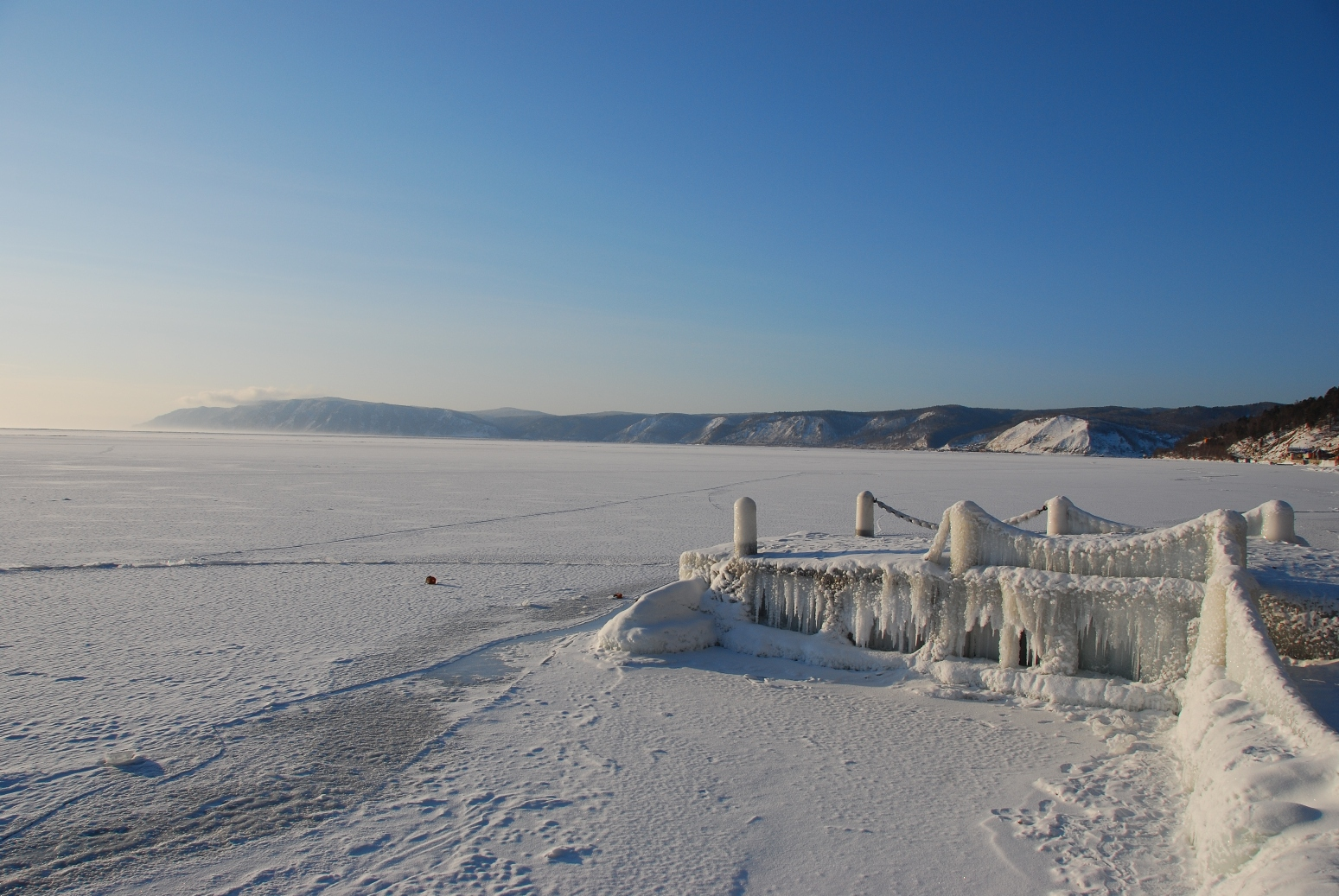
Jezero v zimě
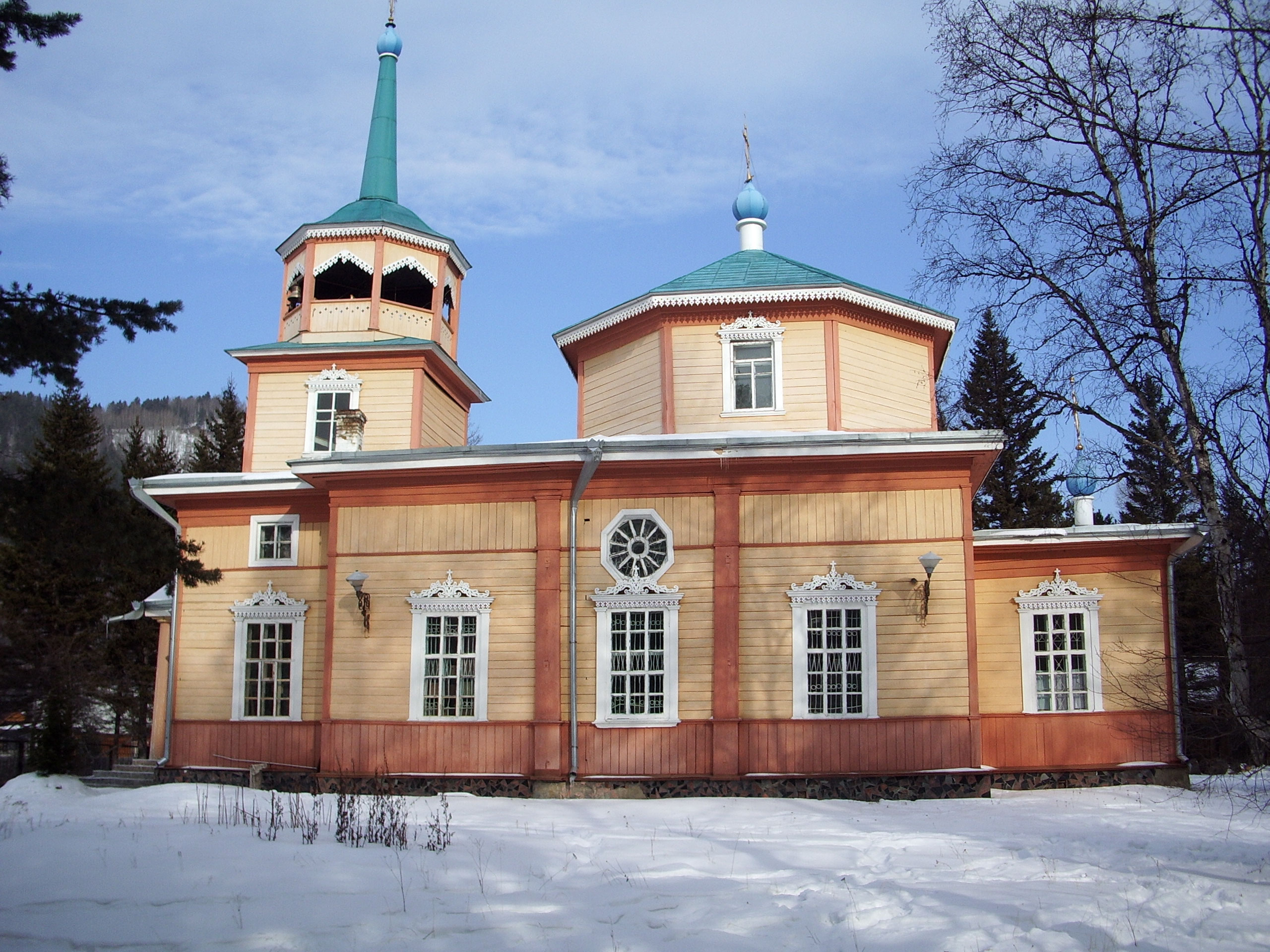
Kostel svatého Mikuláše